# Долина Смерти
Доли́на Сме́рти (англ. Death Valley) — межгорная впадина в районе пустыни Мохаве и Большого Бассейна на западе США в штате Калифорния, к юго-востоку от горного хребта Сьерра-Невада. В долине расположена самая низкая точка Северной Америки (36°14′ с. ш. 116°46′ з. д., 86 метров ниже уровня моря). Включает в себя также бо́льшую часть национального парка «Долина Смерти». 
В долине 10 июля 1913 года была установлена самая высокая температура воздуха в Западном полушарии — +56,7 °C.

## География
Является частью геологической Провинции долин и хребтов.
Высота самой высокой горы рядом с Долиной Смерти — Телескоуп-пик — 3367 метров. Глубина впадины Бэдуотер — 86 метров ниже уровня моря, что является самой низкой точкой земной поверхности в Северной Америке. Примечательно, что всего в 136 километрах от впадины находится самая высокая точка континентальных США — гора Уитни (англ. Mount Whitney) высотой 4421 метра.
В долине находятся:
- Движущиеся камни высохшего озера Рейстрек-Плайя,
- Яма дьявола (Devils hole) — карстовая пещера, частично заполненная водой. Её глубина в точности неизвестна. Затопленная часть сегодня начинается в 30 метрах от поверхности. Вход в неё имеет размеры примерно 5 × 1 метр[3].

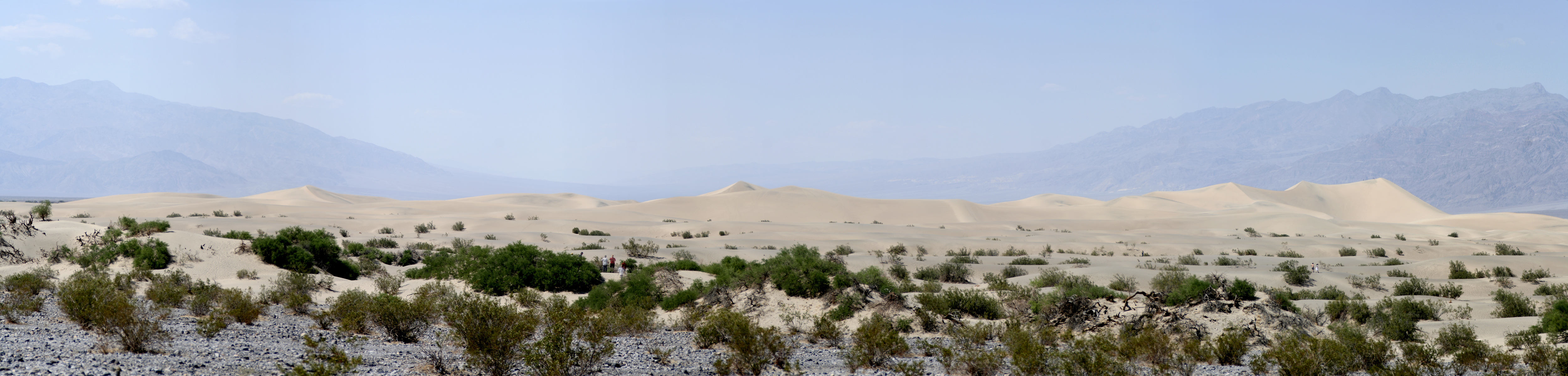
Дюны в долине Смерти

## Климат
Долина Смерти известна как самое жаркое место на земле и самое засушливое место в Северной Америке — осадки составляют около 5 мм в год, хотя иногда случаются наводнения. Средняя максимальная температура в июле достигает 46 °C, ночью опускается до 30—31 °C. Мировой рекорд наивысшей температуры воздуха в 134 ° F (56,7 °C) был установлен 10 июля 1913 года вблизи местности Фернес-Крик.
Это самая высокая температура, когда-либо зарегистрированная на Земле. Некоторыми метеорологами оспаривается достоверность этих данных. Последняя наивысшая температура была установлена летом 2021 года и составила 54,4 °C.
Самое прохладное время — с конца ноября по февраль (5—20 °C), когда часто бывают продолжительные сильные ливни, время от времени случаются небольшие заморозки. Снег также выпадает, хотя и редко. Среднегодовая температура в период с 1961 по 2008 гг. составила 24,8 °C.
Наименьшая температура была зафиксирована в январе 1913 года в районе ранчо «Гринлэнд» и составила минус 10 °C.
Среднегодовое количество осадков колеблется от 40 мм в районах ниже уровня моря до 380 мм в горах, окружающих долину. В 1929 и 1953 годах дождей не было. На самом засушливом участке земли выпало всего 1,6 см осадков за 40-месячный период с 1931 по 1934 год.
| Показатель                    | Янв. | Фев. | Март | Апр. | Май | Июнь | Июль | Авг. | Сен. | Окт. | Нояб. | Дек. | Год |
| ----------------------------- | ---- | ---- | ---- | ---- | --- | ---- | ---- | ---- | ---- | ---- | ----- | ---- | --- |
| Абсолютный максимум, °C       | 31   | 36   | 39   | 44   | 50  | 53   | 57   | 53   | 51   | 45   | 37    | 31   | 57  |
| Средний суточный максимум, °C | 19   | 23   | 27   | 32   | 37  | 43   | 46   | 45   | 41   | 34   | 25    | 18   | 33  |
| Средняя температура, °C       | 12   | 15   | 20   | 24   | 29  | 35   | 38   | 37   | 33   | 26   | 17    | 11   | 25  |
| Средний суточный минимум, °C  | 4    | 7    | 12   | 16   | 21  | 27   | 31   | 29   | 24   | 16   | 8     | 3    | 17  |
| Абсолютный минимум, °C        | −9   | −3   | −3   | −3   | 8   | 12   | 19   | 18   | 13   | 3    | −1    | −6   | −9  |
| Источник: Климат              |      |      |      |      |     |      |      |      |      |      |       |      |     |

## История

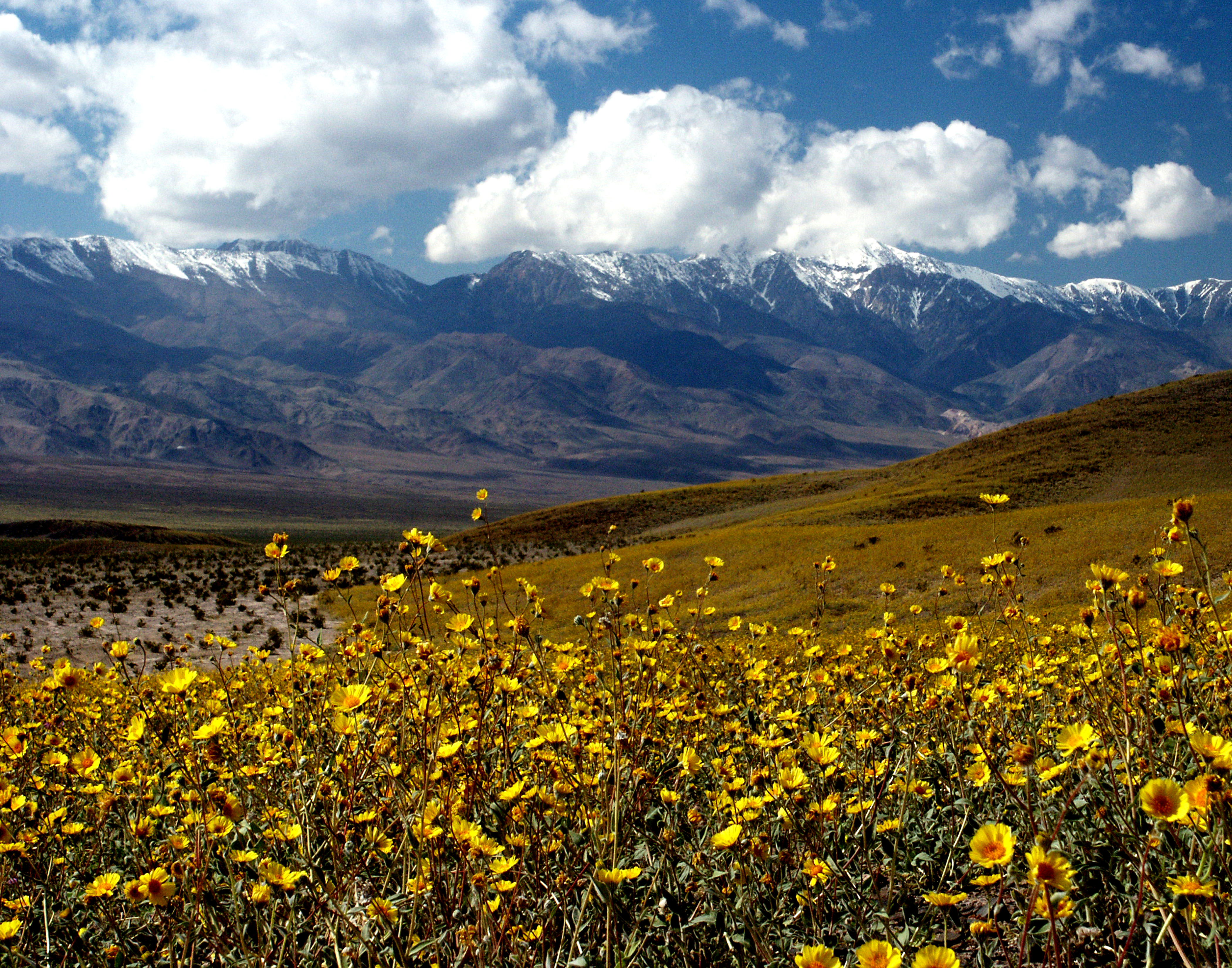
Весна в долине Смерти

Долина Смерти является местом проживания индейского народа тимбиша (англ. Timbisha), который переселился сюда как минимум 1000 лет назад. Несколько семей этого народа по-прежнему живут в долине в окрестности Фернес-Крик (англ. Furnace Creek). Название долины на их языке (tümpisa) означает «каменная краска» и связано с долиной как источником краски на основе красной охры. Другая деревня в долине была расположена в каньоне Грейпвайн (англ. Grapevine Canyon), недалеко от современного расположения замка Скотти (Scotty's castle). Деревня называлась Maahunu, что в переводе означает «великий каньон».
Своё современное название долина получила в 1849 году во время калифорнийской золотой лихорадки, когда здесь было найдено золото и от страшной жары погиб золотоискатель. После его смерти его товарищи решили дать местности название «Долина смерти». В 1850-е годы в долине осуществлялась добыча золота и серебра. В 1933 году решением президента Гувера Долина Смерти перешла под охрану федерального правительства.

## В произведениях искусства
В Долине Смерти были сняты:
- эпизоды телесериала «Дни в Долине Смерти»
- сцены марсианского пейзажа для фильма «Робинзон Крузо на Марсе»
- сцены фильма «Забриски-пойнт»
- несколько сцен фильма «Звёздные войны. Эпизод IV: Новая надежда»
- многие сцены фильма «Три крёстных отца»
- заключительная сцена фильма «Алчность»